# Jeffrey City (Wyoming)
Jeffrey City es un lugar designado por el censo ubicado en el condado de Fremont en el estado estadounidense de Wyoming. En el año 2010 tenía una población de 58 habitantes y una densidad poblacional de 0.78 personas por km².

## Geografía
Jeffrey City se encuentra ubicado en las coordenadas 42°28′50.73″N 107°49′31.48″O / 42.4807583, -107.8254111. Según la Oficina del Censo, la localidad tiene un área total de 74,2 km² (28,6 mi²), de la cual 77,3 km² (29,8 mi²) es tierra y 0,4 km² (0,2 mi²) (0.59%) es agua.

### Localidades adyacentes
El siguiente diagrama muestra a las localidades en un radio de 76 kilómetros (47,2 mi) de Jeffrey City.

## Demografía
En el 2000 la renta per cápita promedia del hogar era de $42.857, y el ingreso promedio para una familia era de $42.679. El ingreso per cápita para la localidad era de $20.061. En 2000 los hombres tenían un ingreso per cápita de $65.156 contra $23.750 para las mujeres. Alrededor del 8.20% de la población estaba bajo el umbral de pobreza nacional.